# Persone di nome Robert/Allenatori di calcio
| Questa pagina contiene informazioni ricavate automaticamente dalle voci biografiche con l'ausilio del template Bio e di un bot. L'aggiornamento è periodico e automatico e ricostruisce completamente la pagina. Se manca una persona in questa lista, sei pregato di non aggiungerla, ma accertati piuttosto che la sua voce biografica contenga il template Bio e che i dati anagrafici siano correttamente compilati. Se il template Bio manca, inseriscilo tu stesso o, in alternativa, metti l'avviso {{tmp\|Bio}} che ne segnala la mancanza. Se i dati riportati sono sbagliati, correggi direttamente la voce biografica; le modifiche saranno visibili in questa lista entro pochi giorni. Per chiarimenti vedi il progetto antroponimi. La lista contiene solo le 54 persone che sono citate nell'enciclopedia e per le quali è stato implementato correttamente il template Bio. Pagina aggiornata al 6 giu 2025. |

Questa è una lista di persone presenti nell'enciclopedia che hanno il nome Robert e sono allenatori di calcio.

## A(3)
- Roy Aitken, allenatore di calcio e ex calciatore scozzese (Irvine, n. 1958)
- Robert Alberts, allenatore di calcio e ex calciatore olandese (Amsterdam, n. 1954)
- Robert Almer, allenatore di calcio e ex calciatore austriaco (Bruck an der Mur, n. 1984)

## B(3)
- Robert Bednarek, allenatore di calcio e ex calciatore polacco (Bydgoszcz, n. 1979)
- Robbie Blake, allenatore di calcio e ex calciatore inglese (Middlesbrough, n. 1976)
- Bobby Brown, allenatore di calcio e ex calciatore inglese (Streatham, n. 1940)

## C(2)
- Robert Calvo, allenatore di calcio vanuatuano
- Bobby Clark, allenatore di calcio e ex calciatore scozzese (Glasgow, n. 1945)

## D(1)
- Robert Dunn, allenatore di calcio, ex calciatore e ex giocatore di calcio a 5 australiano (Paisley, n. 1960)

## E(5)
- Rob Edwards, allenatore di calcio e ex calciatore gallese (Madeley, n. 1982)
- Robert William Edwards, allenatore di calcio e ex calciatore gallese (Kendal, n. 1973)
- Rob Elliot, allenatore di calcio e ex calciatore irlandese (Chatham, n. 1986)
- Robert Englaro, allenatore di calcio e ex calciatore sloveno (Novo Mesto, n. 1969)
- Robert Evdokimov, allenatore di calcio e ex calciatore russo (Nižnekamsk, n. 1970)

## F(3)
- Robert Fleck, allenatore di calcio e ex calciatore scozzese (Glasgow, n. 1965)
- Robbie Fowler, allenatore di calcio e ex calciatore inglese (Liverpool, n. 1975)
- Robert Ful'da, allenatore di calcio russo (Mosca, n. 1873 - Losanna, † 1944)

## G(1)
- Bob Glendenning, allenatore di calcio e calciatore inglese (Washington, n. 1888 - † 1940)

## H(3)
- Bobby Harrop, allenatore di calcio e calciatore inglese (Manchester, n. 1936 - Margate, † 2007)
- Robert Hooker, allenatore di calcio, ex calciatore e ex giocatore di calcio a 5 australiano (n. 1967)
- Bob Houghton, allenatore di calcio e ex calciatore inglese (n. 1947)

## I(1)
- Robert Ibertsberger, allenatore di calcio e ex calciatore austriaco (Neumarkt am Wallersee, n. 1977)

## J(2)
- Robert Jarni, allenatore di calcio, ex giocatore di calcio a 5 e ex calciatore jugoslavo (Čakovec, n. 1968)
- Rob Jones, allenatore di calcio e ex calciatore inglese (Stockton-on-Tees, n. 1979)

## K(6)
- Robert Kasperczyk, allenatore di calcio, dirigente sportivo e ex calciatore polacco (Tuchów, n. 1967)
- Robbie Keane, allenatore di calcio e ex calciatore irlandese (Tallaght, n. 1980)
- Robert Klauß, allenatore di calcio e ex calciatore tedesco (Eberswalde, n. 1984)
- Robert Koren, allenatore di calcio e ex calciatore sloveno (Lubiana, n. 1980)
- Robert Körner, allenatore di calcio e calciatore austriaco (n. 1924 - † 1989)
- Robert Kovač, allenatore di calcio e ex calciatore croato (Berlino Ovest, n. 1974)

## L(2)
- Bobby Laverick, allenatore di calcio e ex calciatore inglese (Castle Eden, n. 1938)
- Bob Lenarduzzi, allenatore di calcio, ex calciatore e dirigente sportivo canadese (Vancouver, n. 1955)

## M(5)
- Robert Maaskant, allenatore di calcio, dirigente sportivo e ex calciatore olandese (Schiedam, n. 1969)
- Rob McDonald, allenatore di calcio e ex calciatore inglese (Hull, n. 1959)
- Robert Molenaar, allenatore di calcio e ex calciatore olandese (Zaandam, n. 1969)
- Robert Mambo Mumba, allenatore di calcio e ex calciatore keniota (Mombasa, n. 1978)
- Robert Moreno, allenatore di calcio spagnolo (L'Hospitalet de Llobregat, n. 1977)

## P(2)
- Robert Page, allenatore di calcio e ex calciatore gallese (Llwynypia, n. 1974)
- Robert Prosinečki, allenatore di calcio e ex calciatore jugoslavo (Villingen-Schwenningen, n. 1969)

## R(3)
- Rob Reekers, allenatore di calcio e ex calciatore olandese (Enschede, n. 1966)
- Bobby Ross, allenatore di calcio e ex calciatore scozzese (Edimburgo, n. 1942)
- Robert Rubčić, allenatore di calcio e ex calciatore croato (Fiume, n. 1963)

## S(8)
- Robert Sara, allenatore di calcio e ex calciatore austriaco (Oberlainsitz, n. 1946)
- Robbie Savage, allenatore di calcio e ex calciatore gallese (Wrexham, n. 1974)
- Bobby Saxton, allenatore di calcio e ex calciatore inglese (Doncaster, n. 1943)
- Bobby Seith, allenatore di calcio e ex calciatore scozzese (Coatbridge, n. 1932)
- Bob Shankly, allenatore di calcio e calciatore scozzese (Glenbuck, n. 1910 - † 1982)
- Robert Siboldi, allenatore di calcio e ex calciatore uruguaiano (Empalme Nicolich, n. 1965)
- Bob Dennison, allenatore di calcio e calciatore inglese (Amble, n. 1912 - Gillingham, † 1996)
- Tobias Solberg, allenatore di calcio e ex calciatore svedese (n. 1981)

## T(1)
- Bobby Thomson, allenatore di calcio e calciatore inglese (Smethwick, n. 1943 - Dudley, † 2009)

## W(2)
- Róbert Waltner, allenatore di calcio e ex calciatore ungherese (Kaposvár, n. 1977)
- Robert Waseige, allenatore di calcio e calciatore belga (Rocourt, n. 1939 - Liegi, † 2019)

## Š(1)
- Robert Špehar, allenatore di calcio e ex calciatore croato (Osijek, n. 1970)